# 道の駅羊のまち 侍・しべつ
道の駅羊のまち 侍・しべつ（みちのえき ひつじのまち さむらい・しべつ）は、北海道士別市にある国道40号の道の駅である。運営は、まちづくり士別株式会社。
士別市と同音の標津町が根室管内にあり、区別するために士別市を「さむらい（士）しべつ」と呼ぶことがあることから、道の駅名にも取り入れられた。
道内129番目の道の駅として、2021年5月1日にオープンした。2022年5月1日には、開業1周年イベントを開催している。

## 施設
- 駐車場 64台
- トイレ 18器
- 情報提供施設
- 観光案内所
- ベビーコーナー
- 公衆電話
- 公衆無線LAN
- 休憩・飲食施設
- 物販施設
- キッズスペース
- レンタサイクル
- EV充電施設

## アクセス
- 国道40号 - 登録路線
  - 国道239号